# Saint-Palais-du-Né
Saint-Palais-du-Né is een gemeente in het Franse departement Charente (regio Nouvelle-Aquitaine) en telt 279 inwoners (2005). De plaats maakt deel uit van het arrondissement Cognac.

## Geografie
De oppervlakte van Saint-Palais-du-Né bedraagt 13,4 km², de bevolkingsdichtheid is 20,8 inwoners per km².
De onderstaande kaart toont de ligging van Saint-Palais-du-Né met de belangrijkste infrastructuur en aangrenzende gemeenten.

## Demografie
Onderstaande figuur toont het verloop van het inwonertal (bron: INSEE-tellingen).